# スイッチ (テレビ朝日のテレビドラマ)
『スイッチ』は、2020年6月21日の21:00 - 23:04（JST）にテレビ朝日系「日曜プライム」で放送されたテレビドラマ。脚本家の坂元裕二による書き下ろし作品。監督は映画『君の膵臓をたべたい』を手がけた月川翔、主演は阿部サダヲ。

## あらすじ
学生時代から7年間交際し、別れた後も成り行きでお互いの恋人を紹介し合ったり、何かにつけて憎まれ口を叩き合うという奇妙な関係を13年間続けている検事の直と弁護士の円。ある日、直が担当する「みなとみらい連続突き飛ばし事件」で死者が出てしまう。事件が一気に深刻化する中、絶対に刑事事件を引き受けないと決めていたはずの円が連続突き飛ばし事件の被疑者を弁護することになり、元恋人同士の2人は検事と弁護士として対峙することになる。

## キャスト
駒月直（こまづき なお）
演 - 阿部サダヲ （青年時代：醍醐虎汰朗）
横浜地検みなとみらい支部所属の検察官。数々の事件に関わってきたが出世には縁遠く、若干肩身の狭い思いをしている。
出世できないのはある事件で知事を立件したことが尾を引いているのではないかと部下の曽田から推測されていた。
昔の恋人である蔦谷円とは些細な価値観が合うことから10年以上も腐れ縁を続けている。また、ある事件をきっかけに恋愛とはまた違った意味で深い関係となった。
蔦谷円（つたや まどか）
演 - 松たか子 （青年時代：出口夏希）
横浜ゴールド法律事務所所属の弁護士。直とは学生時代から7年間交際しており、現在も何かと交流がある。
なぜか鳩が苦手で、自宅である高層マンションのベランダには鳩対策グッズが並んでいる。
ある理由から刑事事件は担当しないと決めているが、「連続突き飛ばし事件」の被疑者を弁護することになる。
鈴木貴司
演 - 眞島秀和
円の現在の恋人で、広告代理店に勤務しておりCMなどを手がけている。性格は極めて誠実で生真面目。
ジムに通っており、自慢の筋肉の写真をSNSに投稿している。観覧車の中で円にプロポーズをした。
佐藤亜希
演 - 中村アン
直の現在の恋人で料理研究家。女子力が高く華やかな美人で、SNSにはよく自撮りを載せている。
2人の将来について中々話を進めない直に対し、結婚しないかと提案する。
星野七美
演 - 石橋静河
弁当店に勤務する若い女性。「連続突き飛ばし事件」の被害者遺族で、本作のキーマンの一人。
橋口結麻
演 - 岸井ゆきの
円の後輩弁護士。無意識に他人から怒りの矛先を向けられることが多く、本人も自覚している。自称「はけぐち」。
曽田知基
演 - 井之脇海
直を支える検察事務官。直に憧れており、積極的にコミュニケーションをとろうとする。
折原浩次
演 - 迫田孝也
「連続突き飛ばし事件」の担当刑事。
大木和馬
演 - 篠原悠伸
円が弁護を担当する「連続突き飛ばし事件」の被疑者。大企業の次期社長の息子で、世間知らずな現代っ子。
星野依子
演  - 原日出子
「連続突き飛ばし事件」の被害者。階段から転倒し死亡する。七美の母で、同じく弁当店に勤務していた。
大泉鷹太郎
演 - 嶋田久作
直と円に深い関わりがある人物。
重藤啓輔
演 - 岡部たかし
「連続突き飛ばし事件」の被害者。派遣会社勤務。早朝、マラソンの途中で事件に遭い、重傷を負う。
重藤涼子
演 ‐ 阿南敦子
重藤の妻。
本田聡司
演 - 尾美としのり
検察官。
八角夏美
演 - 高畑淳子
円が勤務する横浜ゴールド法律事務所の所長。頑なに刑事事件を拒む円には手を焼いている。

## スタッフ
- 脚本 - 坂元裕二
- 監督 - 月川翔
- 音楽 - 井筒昭雄
- 選曲 - 石井和之
- スタントコーディネート - 吉田浩之
- 監修 - 熊田彰英
- 警察監修 - 鈴木和弘
- 取材協力 - 神山敏博
- 事件構成協力 - 海老原誠二
- ゼネラルプロデューサー - 三輪祐見子（テレビ朝日）
- プロデューサー - 中川慎子（テレビ朝日）、浅井千瑞（MMJ）
- 制作 - テレビ朝日、MMJ

## エピソード
- 2025年にテレビ朝日系にて放送された『しあわせな結婚』の脚本を執筆した大石静は阿部サダヲ演じる原田幸太郎の人物設計をするにあたり、本作の主人公である駒月直（演・阿部サダヲ）の人物像が好きなため、そこから刺激を受けたと話している[6]。

## 受賞
- ギャラクシー賞
  - 6月度月間賞（2020年）
  - 奨励賞[7]
- 東京ドラマアウォード2020
  - 単発ドラマ部門 優秀賞